# Francis Roux (artiste)
Francis Roux est un artiste peintre et sculpteur français. Né à Nice en 1933, Francis Roux est associé au mouvement Pop Art,. 

## Biographie
En 1952 Francis Roux rejoint le Club des Jeunes de Nice. Créé par Paul Mari et Robert Rovini, aux côtés de figures telles que Henri Maccheroni, Ben Vautier et Paul Vincensini., le groupe anime des réunions au Ballon d'Alsace, 65 rue Gioffredo, autour de la poésie, du théâtre et de la littérature.  

## Ses débuts
Le Club des jeunes de Nice est créé à Nice le 9 février 1952 par Paul Mari, étudiant en lettres et poète et Robert Rovini germaniste et poète lui aussi. Ils surent très vite rassembler autour deux de jeunes peintres, sculpteurs, poètes : Henri Maccheroni, Ange Falchi, Francis Roux, Arman et plus tard Ben Vautier, Jacques Lepage, Paul Vincensini, René Decugs, Jean Onmus. Le Club des Jeunes tenait ses assises au sous-sol de la brasserie Le Ballon d'Alsace au 65 de la rue Gioffredo où tous se réunissaient les samedis après-midi afin de parler poésie, théâtre, cinéma et création. Une revue fut créée en décembre : "Espaces" consacrée au service de la jeune poésie, dont un seul numéro vit le jour faute de moyens financiers.
En 1969, il vient s'installer à Paris. Il y commence sa carrière artistique en explorant les thèmes liés à l'érotisme et à la sexualité. En 1969, il expose "Eros en sol et en sous-sol" à la Galerie Jacques Desbrières à Paris. Cette première exposition marque le début d'une série de recherches picturales axées sur les relations humaines et la sensualité, souvent traitées avec un humour décalé.
La même année, il conçoit un jeu de cartes érotiques pour l’écrivaine Régine Deforges, ainsi qu'une œuvre intitulée Saint Sébastien, jeu de fléchettes sérigraphié en liège.

## Sa technique
Francis Roux utilise un large éventail de techniques artistiques : peinture à l’huile, acrylique, encre, lavis, aquarelle, sérigraphie, collage, linogravure, mais aussi des supports plus originaux comme des toiles-objets et des tableaux en relief.
Ses œuvres représentent souvent des objets issus du quotidien (boîtes de conserve, vélos brisés, déchets divers) dans une esthétique mêlant pop art, ironie et critique sociale.

## Œuvres

### Saint Sébastien
Sérigraphie sur liège qui date de 1969. L'une de ces reproductions fait partie de la collection Énormément bizarre de Jean Chatelus qui appartient depuis le décès du collectionneur en 2021 à la Fondation Antoine de Galbert.

### Détritus
Les boites de conserves abandonnées l'obsèdent. Il s'offusque des détritus laissés par les marcheurs sur l'Everest. Son œuvre "Un lundi à la Grande Jatte" représentant un amoncellement de boîtes de conserves est un cri à l'encontre de la société de surconsommation. Elle est exposée en juin 1976 à la galerie de Bellechasse.

### Les vélos cassés
Son travail est artisanal. "Je l'exécute de mémoire. Si on le redressait, il redeviendrait utilisable. Tout est minutieusement calculé. La dimension de la chaîne, du guidon, des cycles. J'exécute d'abord le dessin. Ensuite sur la base d'un calque, je construis mes débris. La matière est préparée comme un bois polychrome à l'ancienne. Tout est poncé à la main. Le moindre détail exige des heures de travail."

### Cartes postales à Charlotte
Série de cartes postales peintes et sculptées en 1974
« Elles me permettent de me balader où je veux...J'absorbe les expériences des autres, les voyages des autres, leurs sensations»
Dans la carte d'Auvers-sur-Oise le tableau de Van Gogh, posé sur chevalet, semble imprégner le paysage tout entier. Et pourtant, Roux l'a voulu réaliste ce paysage, pour accuser le contraste entre le réel et la vision. Ce voyageur de l'imaginaire parle toujours du Nombre d'Or et d'équilibre triangulaire. Et, de fait, à la construction sur trois points dont la punaise est le sommet, il ajoute une construction sur trois plans. Le fond, le cadre (ou le premier plan), le personnage (ou l'objet principal) s'échelonnent en une avancée méthodique, dégageant de fausses perspectives, des raccourcis cocasses en trompe-l'œil,[8] Polémiques Son humour s'exerce souvent aux dépens des autres.

### Les chaises
Dans cette série satirique, Francis Roux place des objets incongrus devant des reproductions d’œuvres célèbres, interrogeant le statut de l’art contemporain.
Par exemple, devant une œuvre d’Andy Warhol, il dépose un ouvre-boîte qui a servi à ouvrir les conserves de soupe Campbell, à côté d’un Jean Dubuffet, des pièces de puzzle à compléter.
Il n'est pas tendre pour Dubuffet. « C'est, dit-il, le dernier esclavagiste de notre temps. Il se contente de tracer quelques traits avec un feutre bleu, noir ou rouge. Ses acolytes exécutent ». Pas tendre non plus pour Kazimir Malevitch. « Il a résolu le problème de la toile blanche en la signant. Puis il a renouvelé le truc avec une toile noire, puis avec un rond. Et le plus sérieusement du monde, les critiques ont crié au génie. Ils ont parlé de suprématisme ».

## Expositions

### Expositions personnelles
- 1969: Galerie Jacques Desbrières, Paris,"Eros en sol et en sous-sol".
- 1969: Galerie Jacques Desbrières, Paris, "Le Saint Sébastien".
- 1969: Jeux de cartes pour le compte de Régine Deforges (L'Or du temps), Paris. 1970 - Exposition C.I.D.A.V. Avenue Georges V, Paris.

- 1970: Galerie Contour "Philippe Lechien présente", Bruxelles.

- 1972: Galerie Philippe Chabeau "Philippe Lechien présente", Bruxelles.

- 1974: Galerie de Bellechasse, Paris, "Cartes Postales à Charlotte".

- 1975: Galerie Montjoie, Bruxelles, "Souvenirs de Francis Roux"

- 1976: Galerie de Bellechasse, Paris, "Polémiques et Détritus".

- 1977: Centre Moscicki, Bruxelles, "Le Pire".
- 1978: "Bas-Art" à la New Smith Gallery, Bruxelles.
- 2005: Galerie Qvadrige, Nice

### Expositions collectives
- 1956: Accrochage Atelier lI à Nice.

- 1957: Accrochage Librairie Jacques Matarasso, Nice.

- 1965: Bastion St-André à Antibes.

- 1966: Bastion St-André à Antibes.

- 1967: Rânes, "Les Enfers", aspects particuliers de la peinture contemporaine. Centre Culturel d'Antibes.

- 1968: Evénements de Mai Exposition à la Faculté de lettres de Nice.
- 1969: Installation à Paris

- 1969: "Erotissima" Galerie Jacques Casanova, Paris.

- 1969: Galerie Christian Pineli, Marseille.

- 1969: Galerie Montjoie, Bruxelles.

- 1971: Galerie Montjoie, Bruxelles. Galerie Kontakt, Anvers. Galerie Montjoie, Bruxelles.

- 1972: Galerie Spectrum, "Erotic Art", Anvers.

- 1972: Galerie Montjoie, Bruxelles.

- 1972: Galerie Montjoie, "Dessins et aquarelles", Bruxelles aux côtés de César, Fontana, René Magritte

- 1973: 3° Foire de l'Association des Galeries d’Art Actuel de Belgique, Brugge.

- 1974: Galerie Espace 2000 "Les Visionneurs", Bruxelles.

- 1974: 4° Foire de l'Association des Galeries d'Art Actuel de Belgique, Casino Knoke.

- 1975: Fiac 75, Paris.

- 1976: Exposition de groupe itinérante "Véloscopie"Casino Knokke, Knokke-Zoute, Belgium

- 1976: 5° Foire de l'Association des Galeries d’Art Actuel de Belgique
- 1978: FIAC 78, exposition "Les Veuves" au Grand Palais à Paris